# Nanette Genoud
 (juin 2025).
Nanette Genoud, née le 9 avril 1907 à Lausanne et morte dans la même ville le 30 novembre 1987, est une peintre vaudoise.

## Biographie
Nanette Genoud, artiste peintre est également douée dans les domaines les plus divers. Elle suit les cours à l'Université de Fribourg-en-Brisgau, obtient au Conservatoire de Lausanne son diplôme de perfectionnement de violon et elle étudie à Paris.
Elle voyage dans plusieurs pays, mais elle affectionnant tout particulièrement les îles d'Elbe, Ischia et Giglio. Lors d'un voyage en Égypte en 1961, elle a peint une magnifique fresque murale dans la réception d'un grand hôtel au Caire.
En 2010, sa fille a légué à la Fondation Ateliers d'artiste un fonds comprenant de nombreux tableaux à l'huile, 850 œuvres sur papier, des carnets de croquis et des archives documentaires.

## Sources
- « Nanette Genoud », sur la base de données des personnalités vaudoises sur la plateforme « Patrinum » de la Bibliothèque cantonale et universitaire de Lausanne.
- Formes et couleurs, no 4 1941, La XXe exposition nationale des beaux-arts
- Musée historique de Lausanne, Département des peintures et des arts graphiques : catalogue, p. 166
- Nanette Genoud, notice de la Fondation Ateliers d'Artiste.